# Liste der Monuments historiques in Tréméven (Côtes-d’Armor)
Die Liste der Monuments historiques in Tréméven (Côtes-d’Armor) führt die Monuments historiques in der französischen Gemeinde Tréméven auf.

## Liste der Bauwerke
| Bezeichnung        | Beschreibung         | Standort       | Kennzeichnung | Schutzstatus | Datum | Bild |
| ------------------ | -------------------- | -------------- | ------------- | ------------ | ----- | ---- |
| Donjon             | nicht mehr vorhanden | Coatmen (Lage) | PA00089735    | Inscrit      | 1927  |      |
| Kapelle St-Jacques |                      | (Lage)         | PA00089734    | Classé       | 1909  |      |

## Liste der Objekte
- Monuments historiques (Objekte) in Tréméven in der Base Palissy des französischen Kultusministeriums